# Libération de Strasbourg
Pour les articles homonymes, voir Bataille de Strasbourg.
Seconde Guerre mondiale
La libération de Strasbourg dans les derniers mois de la Seconde Guerre mondiale a lieu le 23 novembre 1944 pendant la campagne d'Alsace (novembre 1944 - mars 1945). Après la libération de Mulhouse, le 21 novembre 1944 par la 1re DB, le général Philippe Leclerc de Hauteclocque et la 2e DB pénètrent dans Strasbourg après avoir libéré Sarrebourg et La Petite-Pierre, qui lui ouvrent les routes vers la ville de Strasbourg.

## Percée des Vosges
En novembre 1944, le 15e corps américain, auquel appartient la 2e DB, se heurte à deux positions successives, que les Allemands organisent depuis septembre en utilisant 50 000 Alsaciens mis en travail forcé,. La « Vorvogesen Stellung » (première ligne de défense) et la « Vogesen Stellung » (ligne de défense principale) couvre le massif Vosgien et ses cols. 
L'offensive débute le 13 novembre. Le 17 novembre, la 2e DB prend Badonviller (Meurthe-et-Moselle) et ouvre une brèche dans le dispositif d'arrêt allemand. Au cours de l'engagement, le lieutenant-colonel de La Horie est tué.  
Le général Leclerc peut maintenant lancer sa charge sur Strasbourg. Il a reçu du chef des FFI Alsace, Marcel Kibler (commandant Marceau), l'assurance de trouver plusieurs milliers de FFI organisés à son arrivée en Alsace pour pallier son manque d'infanterie. Il donne à sa division des ordres sans ambigüité : déborder systématiquement toute résistance sans se faire fixer, pousser de l'avant sans souci d'alignement ou de liaison avec l'arrière et trouver le « trou ». 
Par la Petite-Pierre, la 2e DB déborde Sarrebourg et Saverne, fortement fortifiés. Guidée par les FFI, elle recherche un passage même s'il ne s'agit que d'un chemin forestier. Le groupement Massu trouve une piste au Dabo coupé par un abattis ni battu par des feux, ni miné. Il le déblaye facilement. Le général Leclerc a trouvé le « trou » qu'il recherchait. Le 23 novembre 1944, la totalité de la 2e DB a franchi la crête des Vosges par Dabo. Elle surprend l’ennemi en débouchant sur ses arrières dans la plaine d'Alsace.

## La charge de la 2eDB
Dans la nuit du 22 au 23 novembre, la 2e DB reçoit l'ordre de prendre Strasbourg à la place du 6e Corps d'armée américain s'il n'est pas prêt. Le général Leclerc donne ses ordres pour la charge de la division : « Objectif : Strasbourg-pont de Kehl… Ne pas s'attarder, mais charger au maximum… Contourner les résistances et éventuellement ne pas hésiter à modifier légèrement les axes prescrits… Ne pas assurer la garde des prisonniers mais les désarmer... Arrêter les personnalités importantes... ».
Le 23 novembre 1944 à 7 h, la 2e DB charge sur Strasbourg en cinq colonnes guidées par les FFI alsaciens. Vers 9 h, les faubourgs et la ceinture Ouest des forts de la ville sont atteints (forts Foch, Pétain et Kléber). Ils sont bien défendus et renforcés par des fossés antichars et des tranchées que la population strasbourgeoise a dû creuser. Ils stoppent la progression des colonnes. Mais guidée par le FFI Robert Fleig, la colonne venant par le Nord le long du canal de la Marne au Rhin perce la ligne de défense et entre dans Strasbourg. Le lieutenant-colonel Rouvillois qui la commande transmet le message « Tissu est dans iode » qui informe le général Leclerc que la 2e DB est dans Strasbourg et qu'il fonce vers le pont de Kehl en suivant l'un des deux itinéraires proposés par son guide FFI Robert Fleig. Les autres colonnes modifient leur axe de progression pour se rabattre sur son itinéraire. 
La surprise est totale. Les tramways, bondés de voyageurs, circulent normalement. Les Allemands vaquent à leurs affaires quand les chars passent dans les rues. Le gauleiter Wagner a juste le temps de s'enfuir de l'autre côté du Rhin. Mais 15 000 civils allemands sont faits prisonniers, la proximité de la frontière en sauve beaucoup. Le chef d’état-major du général Vaterrodt, commandant la place de Strasbourg, est capturé à cheval, surpris lors de sa promenade matinale quotidienne, par un peloton de cinq Sherman.  
La Kommandantur et une partie de l'état-major du général Vaterrodt sont capturées au palais du Rhin. Le général réussit à se retrancher avec 600 hommes dans le fort Ney au nord de Strasbourg dans la forêt de la Robertsau.     
Le pont de Kehl est rapidement atteint mais il est bien défendu par des ouvrages et un feu nourri. Il n'est pas franchi. L'espoir d'une tête de pont en Allemagne s'évanouit malgré de furieux combats au cours desquels le guide FFI Robert Fleig est tué. Près du pont, le maréchal-des-logis-chef Albert Zimmer, de La Wantzenau, est tué à bord du char « Cherbourg ». Il meurt à quelques kilomètres de chez ses parents qu'il a quittés en juillet 1941 en s'évadant d'Alsace.     
À 14 h 20, le drapeau français flotte sur la cathédrale. Strasbourg est pris mais les combats ne sont pas terminés. Durant plusieurs jours, la 2e DB et les FFI du commandant François (Georges Kiefer) nettoient les poches de résistance. Le quartier de l'Esplanade où se trouvent les casernes est un des plus difficiles à réduire avec celui du port. Les FFI guident les chars, fournissent une infanterie précieuse pour les combats de rues, gardent les prisonniers, servent de traducteurs pour le service de renseignement de la 2e DB. Grâce au résistant Robert Kleffer, chef des FFI de La Wantzenau, une grosse partie de la garnison allemande ne peut franchir le Rhin.      

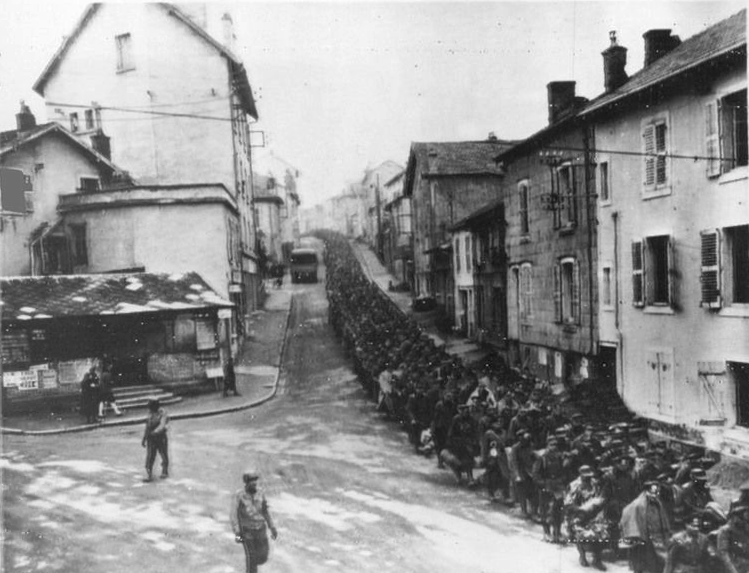
Colonne de prisonniers allemands capturés à Strasbourg.

Le 25 novembre 1944, le général Vaterrodt capitule avec la garnison du fort Ney (626 hommes) ce qui porte le nombre de prisonniers à environ 6 000 militaires. La ville est soumise à de violents tirs d'artillerie. Dans la nuit du 27 au 28 novembre les derniers Allemands se replient de l'autre côté du Rhin et font sauter les ponts de Kehl.     
Le 27 novembre, l'ancien maire Charles Frey reprend ses fonctions. Le général de Gaulle nomme Charles Blondel commissaire de la République puis Gaston Haelling préfet.     
Strasbourg est libérée mais pas sauvée. Pour consolider cette victoire, il faut attendre le mois de janvier 1945 et les terribles batailles menées à Kilstett, Kaltenhouse, Schweighouse, Ohlungen et à Gambsheim, lors de l'opération « Nordwind (vent du nord) » mené  par les généraux Johannes Blaskowitz Hans von Obstfelder et Siegfried Rasp. La ville reste exposée aux tirs d'artillerie jusqu’en mai 1945.

## Le serment de Koufra est tenu

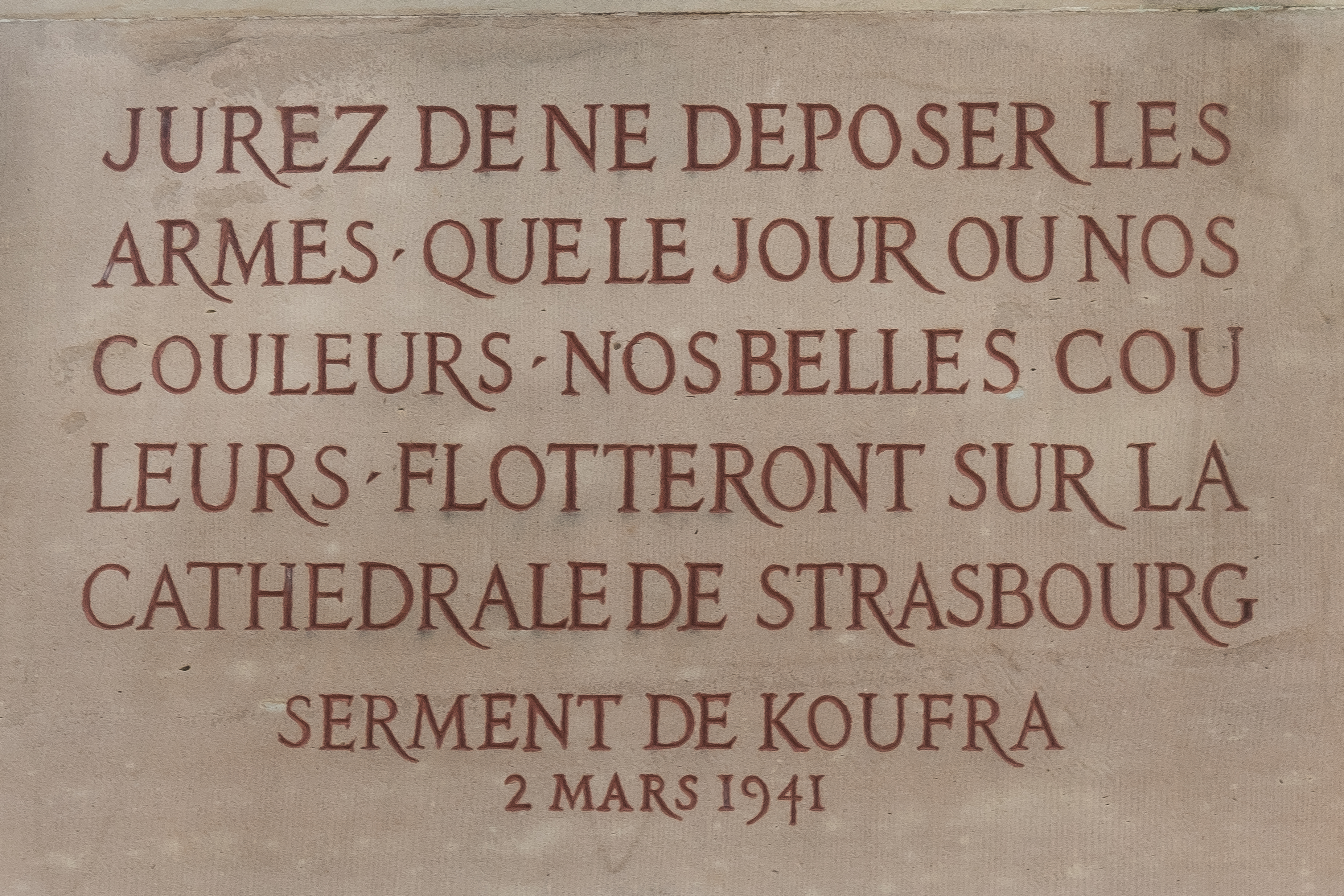
Monument dédié au serment de Koufra

Après la bataille de Koufra, le 2 mars 1941, le colonel Leclerc avait prêté avec ses hommes le « serment de Koufra » : « Jurez de ne déposer les armes que lorsque nos couleurs, nos belles couleurs, flotteront sur la cathédrale de Strasbourg »,.
Le 23 novembre 1944 à 14 h 20, Émilienne Lorentz, tient, avec son mari, une boucherie place Saint-Etienne. Elle coud, à la demande des soldats, un drapeau dans un morceau de drap blanc partiellement teint en bleu de méthylène et y ajoute un bout de l’étendard nazi rouge. Ce drapeau improvisé est ensuite hissé au sommet de la cathédrale par Maurice Lebrun, pilote de char du 1er Régiment de Marche des Spahis Marocains. Le général Leclerc et ses hommes de la 2e DB viennent de réaliser le serment qu’ils ont prêté à Koufra, en mars 1941.

## Hommages
- Un monument, place Broglie, dédié au maréchal Leclerc (statue en bronze et obélisque en grès des Vosges), commémore le serment de Koufra et la libération de Strasbourg. Il est réalisé par Georges Saupique. Il est inauguré le 23 novembre 1951.
- Dans le quartier du Port du Rhin, le char Sherman « Cherbourg » de la 2e DB rappelle les violents combats pour la prise du pont de Kehl. Il rend hommage au maréchal-des-logis-chef Albert Zimmer, originaire de La Wantzenau au nord de Strasbourg. Il est tué le 23 novembre 1944 à bord du « Cherbourg » dont il est le chef de char[9],[10]. À côté du char une plaque commémore la mort, lors du même engagement, de l'aumônier capitaine Jean-Baptiste Houchet tombé en portant secours à un blessé.
- Place Saint-Étienne, une plaque commémorant la fabrication par Émilienne Lorentz du drapeau hissé sur la cathédrale.
- Des rues du « 23-novembre » dans certaines des agglomérations libérées ce jour-là : Geispolsheim, Ostwald, Wasselonne Hochfelden, Illkirch-Graffenstaden, Phalsbourg.

Hommages
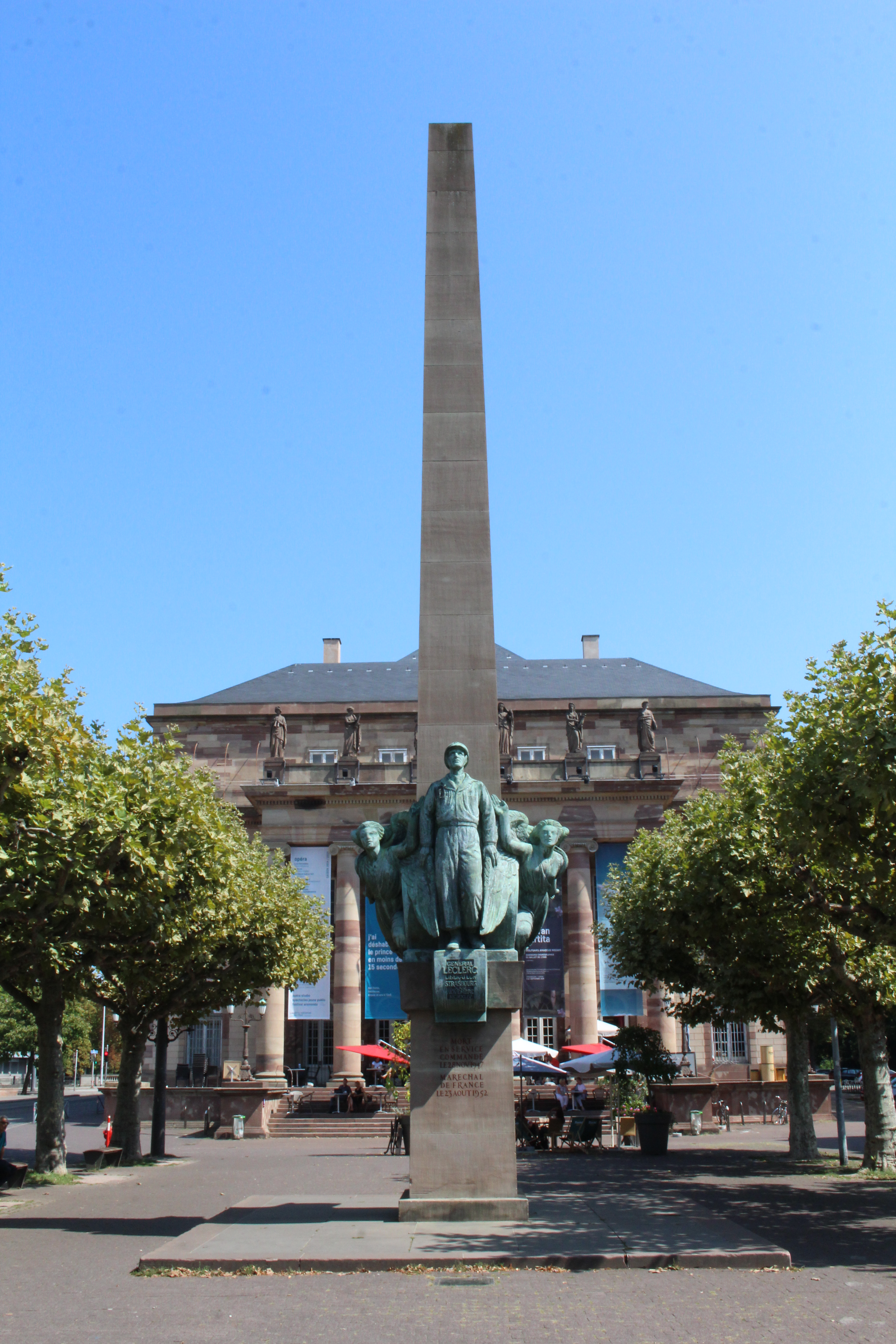
Monument du Maréchal Leclerc, place Broglie à Strasbourg.
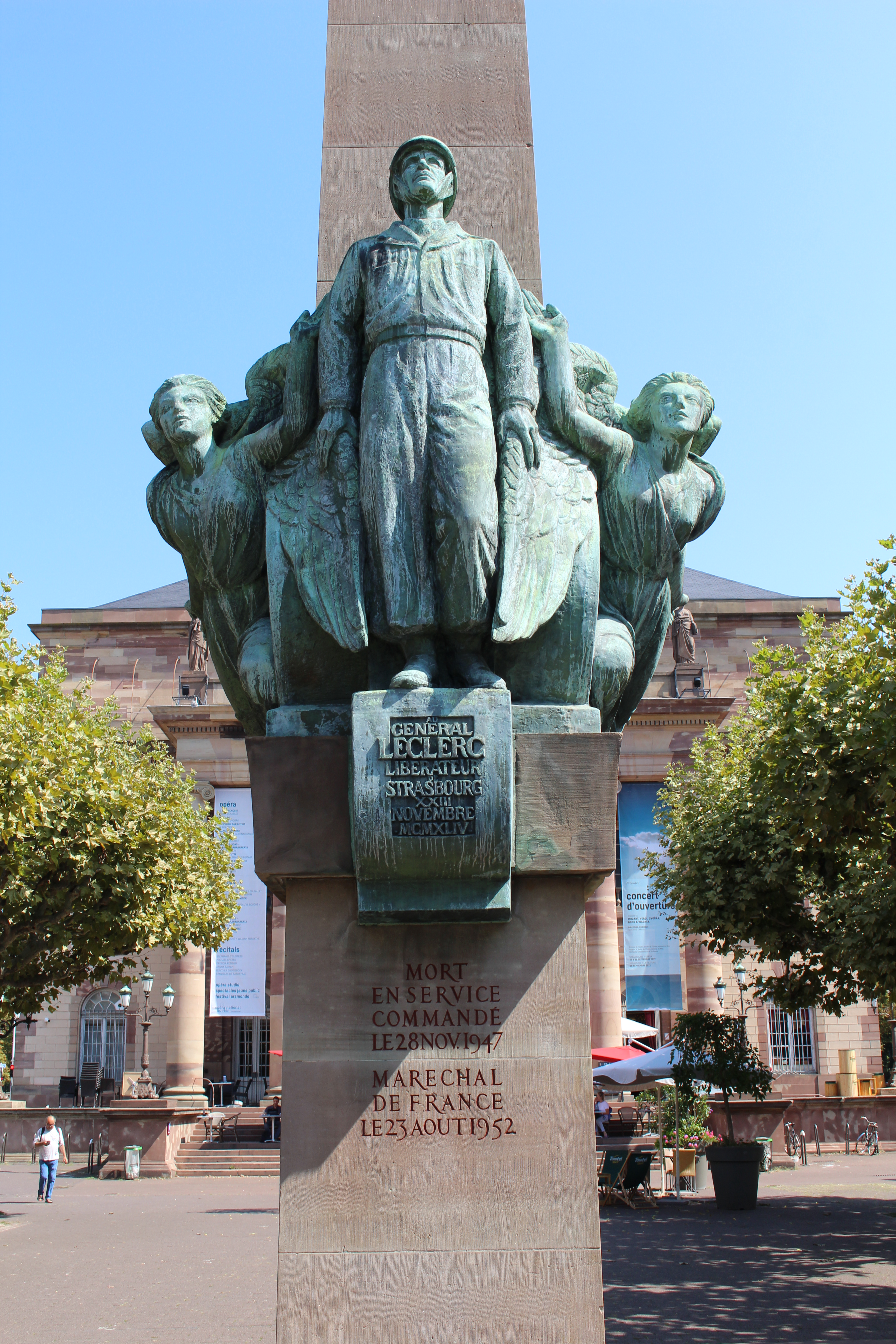
Monument du Maréchal Leclerc, place Broglie à Strasbourg.
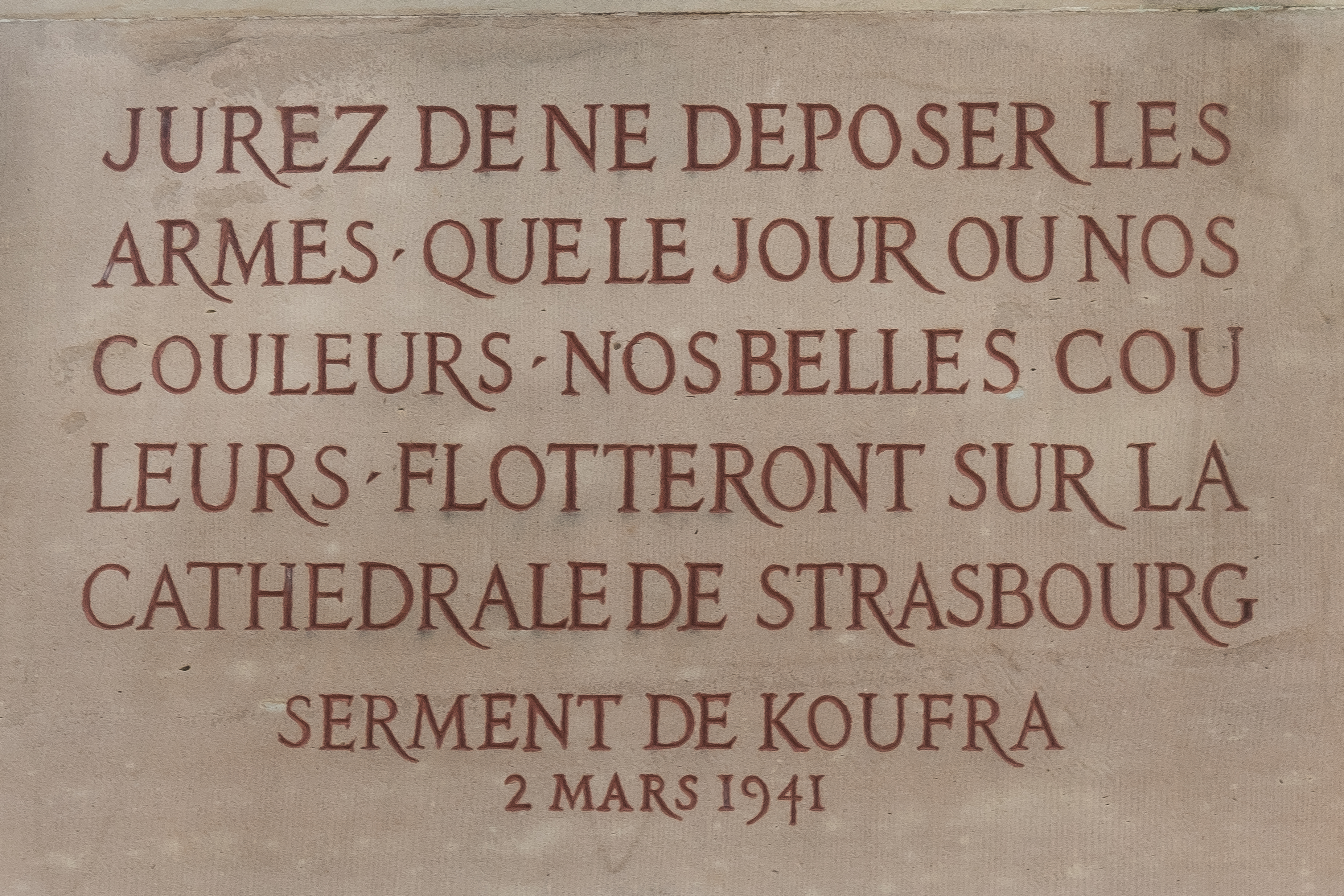
Texte du Serment de Koufra 2 mars 1941, gravé sur le monument du maréchal Leclerc de Hauteclocque, place Broglie à Strasbourg.
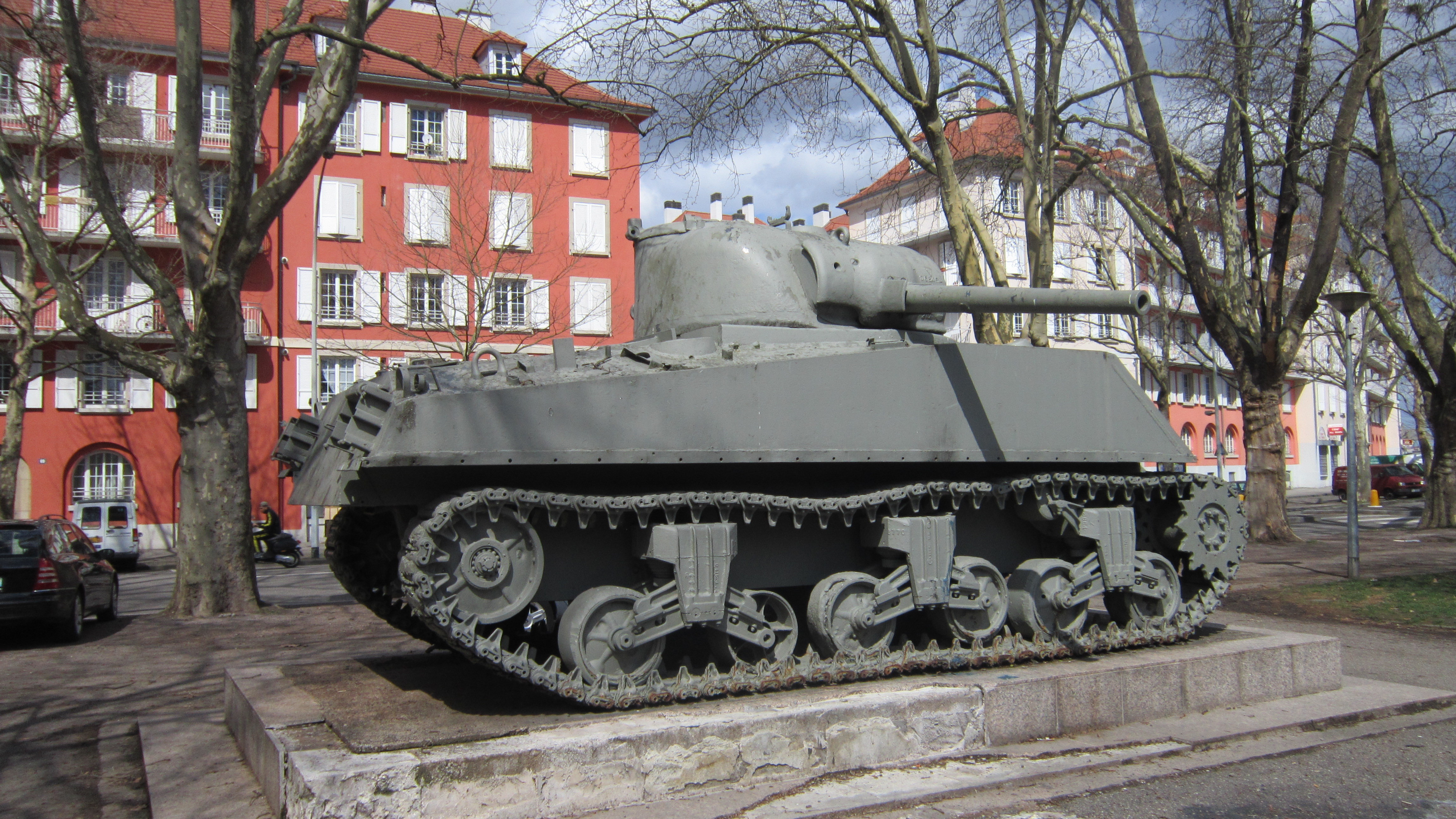
Char M4A3(75)W « Cherbourg » du  maréchal des logis chef Albert Zimmer exposé dans le quartier "Port du Rhin" de Strasbourg.
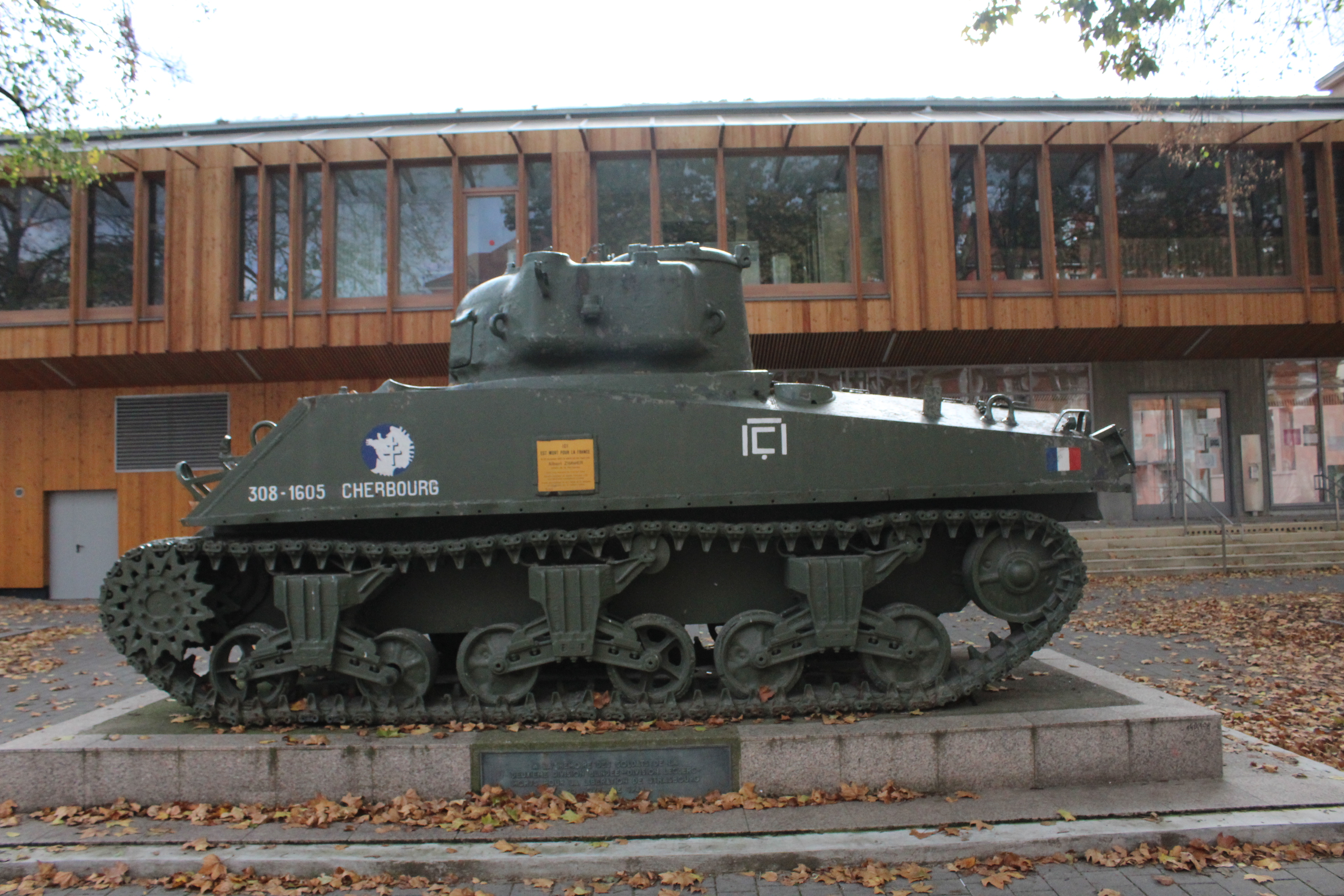
Char M4A3(75)W « Cherbourg » du maréchal des logis chef Albert Zimmer  exposé dans le quartier « Port du Rhin » de Strasbourg.
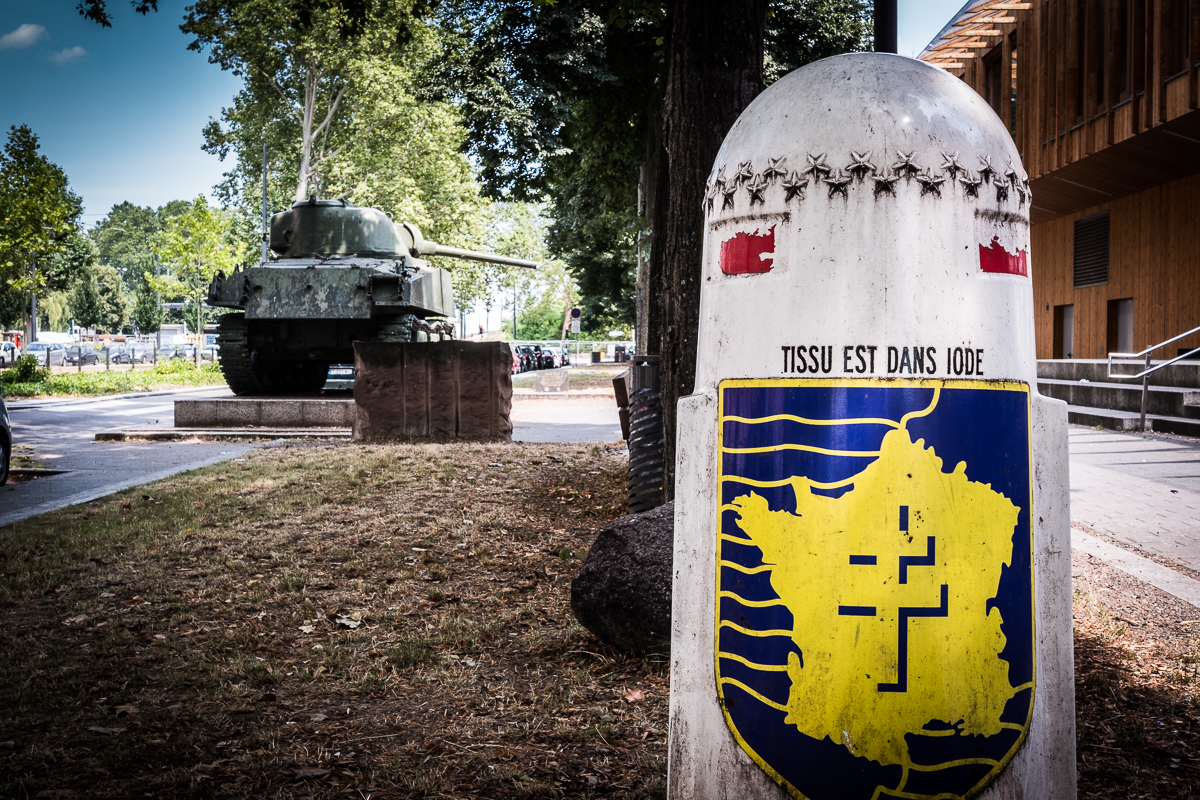
Borne commémorative et « char Zimmer » sur la « voie de la 2e DB » au Port du Rhin à Strasbourg en juillet 2019.
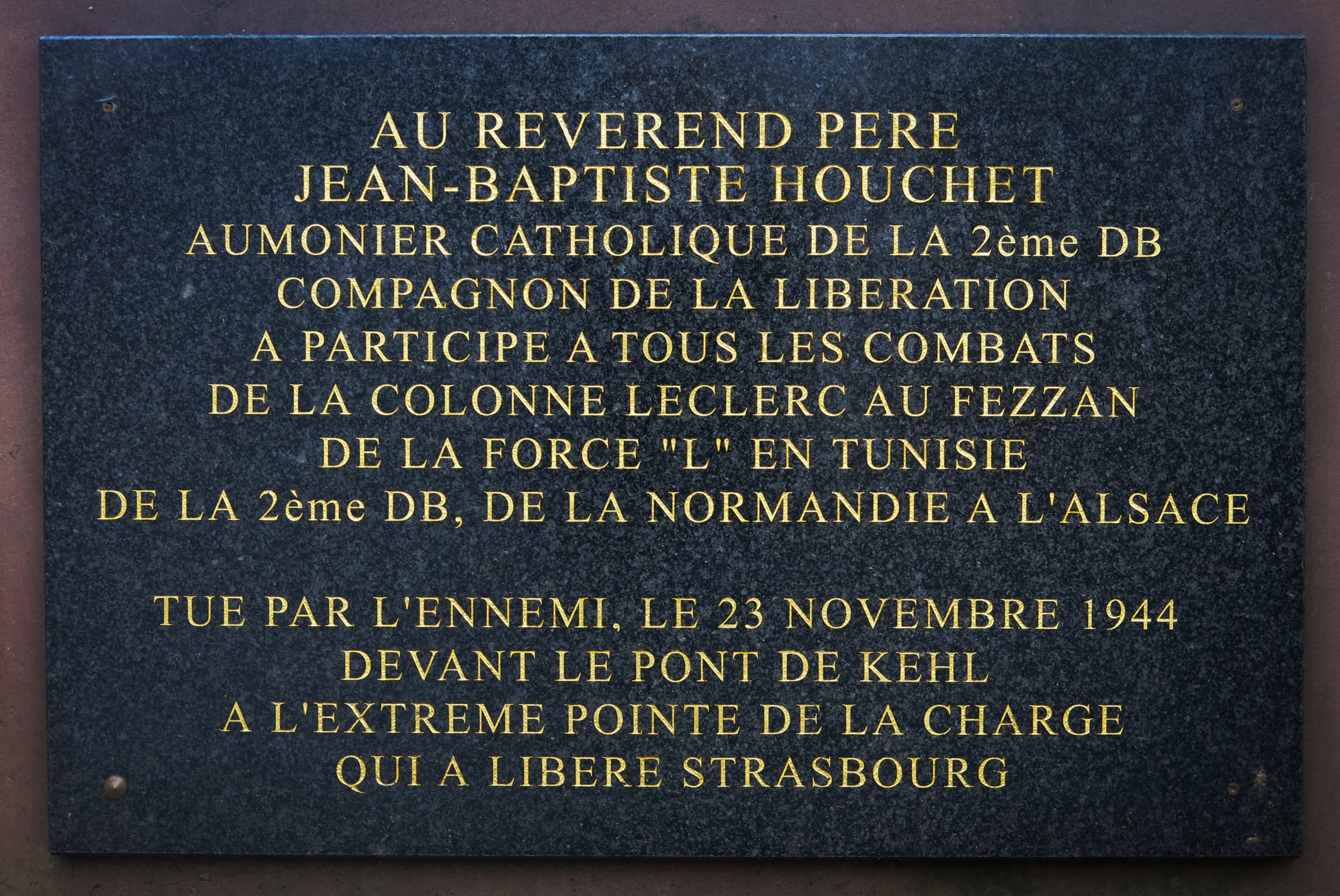
Plaque à la mémoire du R.P. Jean-Baptiste Houchet près du char Sherman « Cherbourg » au Port du Rhin de Strasbourg (Bas-Rhin).
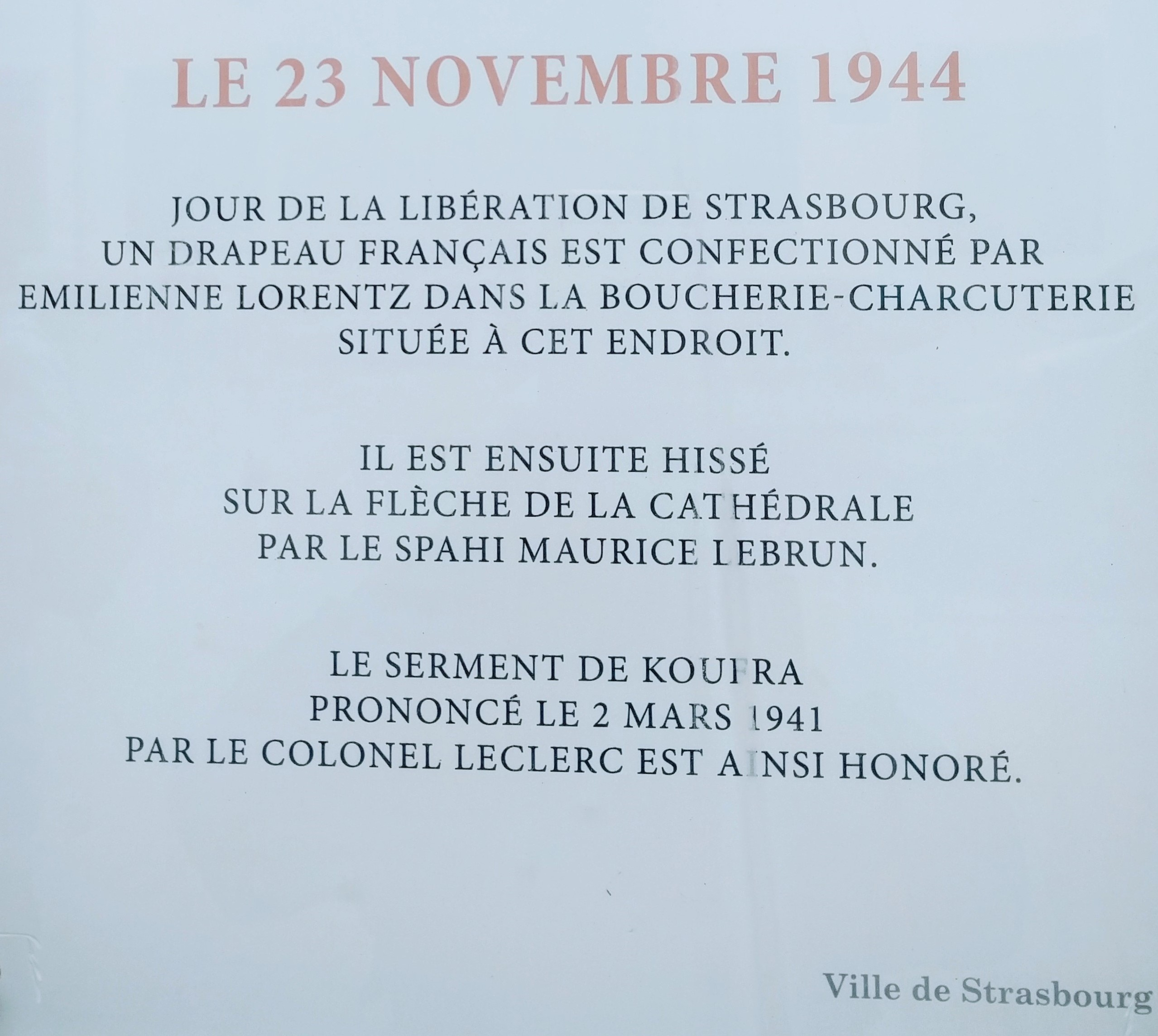
Place Saint-Etienne, une plaque commémorant la fabrication du drapeau hissé sur la cathédrale à la libération de Strasbourg le 23 novembre 1944.
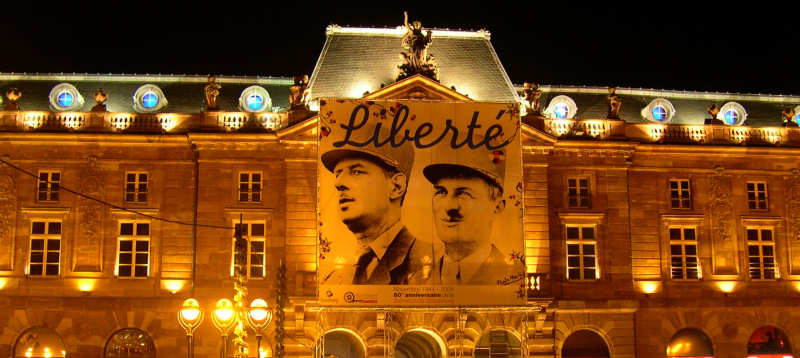
Photo dédiée au 60e anniversaire de la Libération de Strasbourg le 23 Novembre 2004.

#### Photos vidéos
- « 30 Photos de la libération de Strasbourg pendant la Seconde Guerre mondiale (1944) », sur kuriocity.fr (consulté le 18 mai 2020)
- Centre Régional de Documentation Pédagogique de l'Académie de Strasbourg (CRDP), « La libération de Strasbourg  23 novembre 1944  Die Befreiung von Straßburg 23. November 1944 », sur crdp-strasbourg.fr, 7 janvier 2013 (consulté le 18 mai 2020)
- Institut National de l'Audiovisuel (INA), « 23 novembre 1944, Strasbourg est libre ! », sur ina.fr, 22 novembre 2019 (consulté le 18 mai 2020)
- ECPAD, « Prise de Strasbourg et sa région par la 2e DB (Division Blindée) », sur archives.ecpad.fr (consulté le 18 mai 2020)
- (en) British Pathé, « The Battle Of Strasbourg (1944) », sur youtube.com, 13 avril 2014 (consulté le 26 juillet 2020)
- « Libération de Strasbourg », sur youtube.com, 12 novembre 2012 (consulté le 26 juillet 2020)
- Jean-Marc Coquelle, « Libération de Strasbourg le 23 novembre 1944 », sur youtube.com, 20 janvier 2014 (consulté le 27 juillet 2020)
- (en) INA Histoire, « Libération de Mulhouse et de Strasbourg », sur youtube.com, 2 juillet 2012 (consulté le 26 juillet 2020)